# Premier League – A szezon legtöbb gólpasszt adó játékosa díj
A Premier League-ben A szezon legtöbb gólpasszt adó játékosa díjat az a játékos kapja meg minden idény végén, akinek a nevéhez a legtöbb gólpassz fűződik. A 2017–2018-as szezontól a 2019–2020-as idényig a Cadbury, 2020–2021-ben a Coca-Cola Zero Sugar volt a támogató, míg 2021–2022-től a Castrol a díj támogatója. 2018-ban az első díjazott a Manchester City játékosa, Kevin De Bruyne volt.

## Győztesek
| Játékos (X) | A játékos neve és hogy hányszor nyerte el a díjat (akár többször is) |
| #           | Több díjazott ugyanabban az évben                                    |
| ##          | A játékos klubjával bajnokságot is nyert az adott szezonban          |
| §           | A játékos gólpasszainak száma rekordnak számít                       |

| Szezon    | Játékos             | Nemzetiség | Klub              | Gólpasszok | Forrás |
| --------- | ------------------- | ---------- | ----------------- | ---------- | ------ |
| 2017–2018 | Kevin De Bruyne     | Belgium    | Manchester City## | 16         | [ 2 ]  |
| 2018–2019 | Eden Hazard         | Belgium    | Chelsea           | 15         | [ 3 ]  |
| 2019–2020 | Kevin De Bruyne (2) | Belgium    | Manchester City   | 20§        | [ 4 ]  |
| 2020–2021 | Harry Kane          | Anglia     | Tottenham Hotspur | 14         | [ 5 ]  |
| 2021–2022 | Mohamed Szaláh      | Egyiptom   | Liverpool         | 13         | [ 6 ]  |
| 2022–2023 | Kevin De Bruyne (3) | Belgium    | Manchester City## | 16         | [ 7 ]  |
| 2023–2024 | Ollie Watkins       | Anglia     | Aston Villa       | 13         | [ 8 ]  |

## Díjazás nemzetek szerint
| Ország   | Összesen |
| -------- | -------- |
| Belgium  | 4        |
| Anglia   | 2        |
| Egyiptom | 1        |

## Díjazás klubok szerint
| Klub              | Összesen |
| ----------------- | -------- |
| Manchester City   | 3        |
| Aston Villa       | 1        |
| Chelsea           | 1        |
| Liverpool         | 1        |
| Tottenham Hotspur | 1        |

## Fordítás
Ez a szócikk részben vagy egészben  a   Premier League Playmaker of the Season című angol Wikipédia-szócikk ezen változatának fordításán alapul.  Az eredeti cikk szerkesztőit annak laptörténete sorolja fel. Ez a jelzés csupán a megfogalmazás eredetét és a szerzői jogokat jelzi, nem szolgál a cikkben szereplő információk forrásmegjelöléseként.